# عضلة مستقيمة بطنية
عضلة البطن المستقيمة والمعروفة أيضًا باسم «عضلات البطن» هي عضلة مقترنة تعمل عموديًا على كل جانب من الجدار الأمامي للبطن البشري، بالإضافة إلى بعض الثدييات الأخرى.
يقطع سطح العضلة ثلاث تقاطعات وترية:
1- الأول: عند ذروة الرهابة.
2- الثاني: عند السرة.
3- الثالث: في منتصف المسافة بين السرة والرهابة.
| العضلة            | المنشأ                                      | المرتكز                                                        | التعصيب                                                                          | العمل                                                                                             |
| ----------------- | ------------------------------------------- | -------------------------------------------------------------- | -------------------------------------------------------------------------------- | ------------------------------------------------------------------------------------------------- |
| المستقيمة البطنية | العرف العاني، الحدبة العانية، ارتفاق العانة | الغضروف الضلعي للأضلاع من الخامسة وحتى السابعة، الناتئ الرهابي | الفروع الأمامية للأعصاب الشوكية الصدرية (من العصب الصدري السابع وحتى الثاني عشر) | الضغط على محتويات البطن، ثني العمود الفقري (تحديداً المنطقة القطنية) نحو الأمام، موترة لجدار البطن |

## صور إضافية

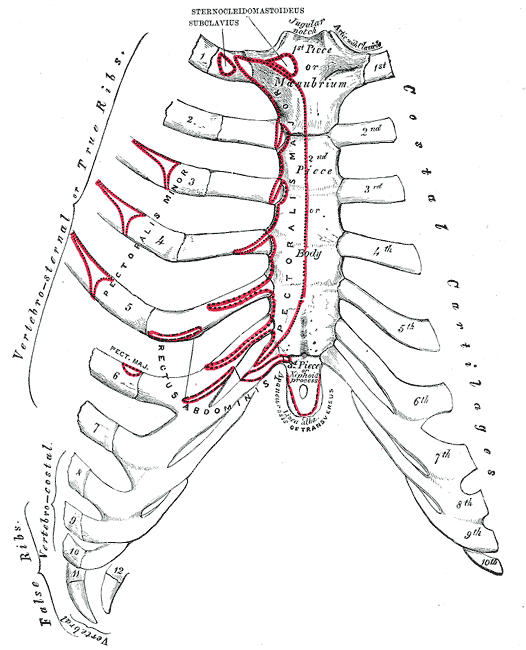
السطح الأمامي للقص والغضاريف الضلعية
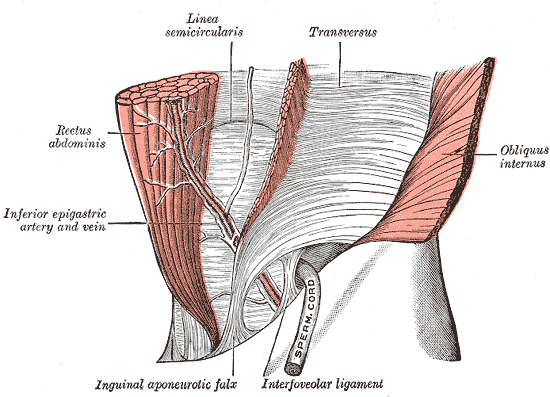
الرباط بين النقيرات، النظر من أمام
رسم بياني من غمد المستقيمة
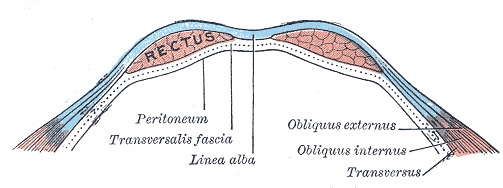
رسم تخطيطي لمقطع مستعرض من خلال جدار البطن الأمامي، أسفل الخط الهلالي
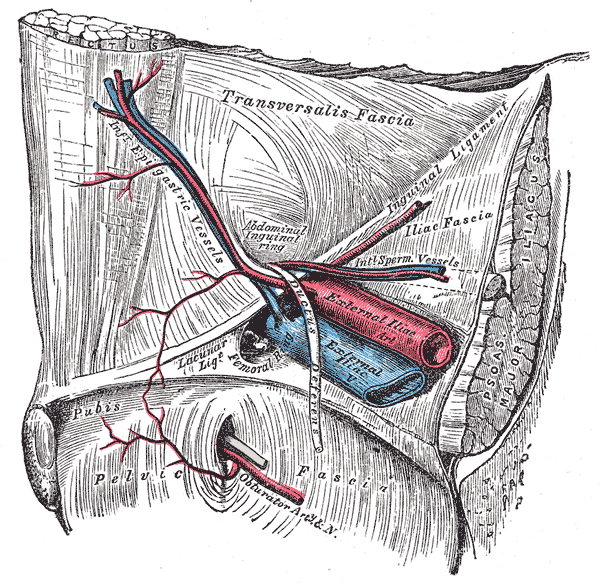
العلاقات بين الحلقات في الأربية والفخذ والبطن، وينظر إليها من داخل البطن. الجانب الأيمن
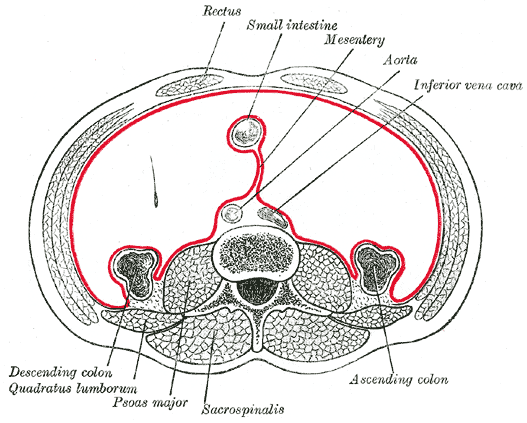
مقطع عرضي في الصفاق في الجزء السفلي من البطن
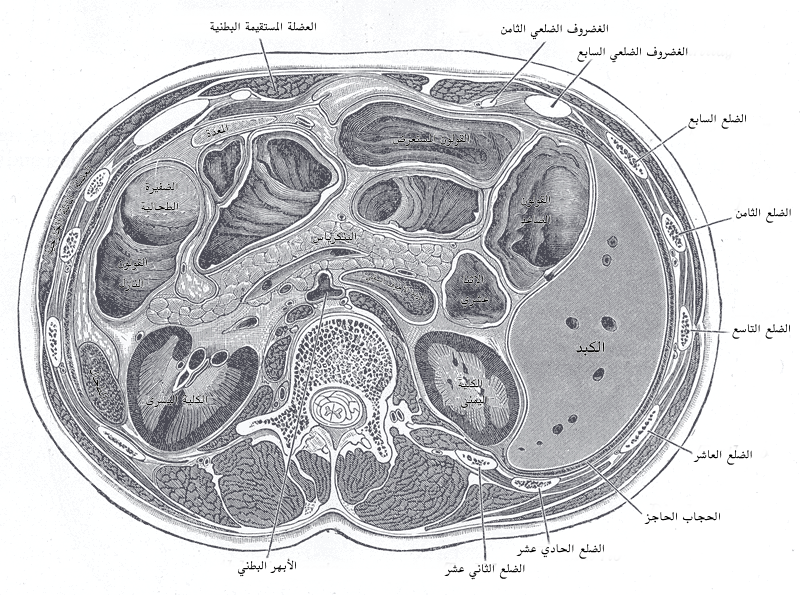
مقطع مستعرض خلال منتصف الفقرة القطنية الأولى، التي تبين العلاقة بالبنكرياس
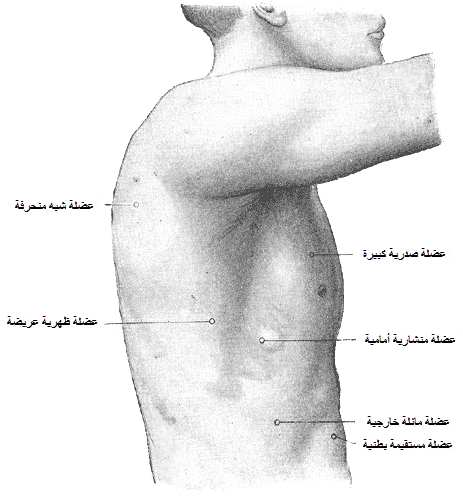
الجانب الأيسر من الصدر
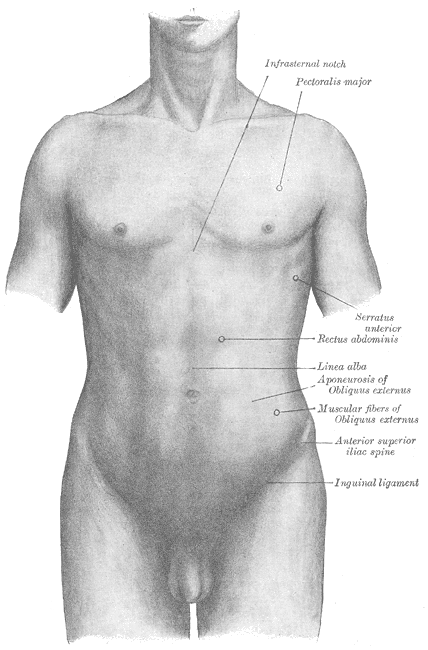
تشريح سطحي للجزء الأمامي من الصدر والبطن
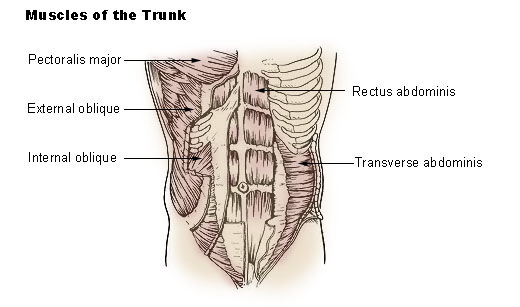
عضلات الجذع